# Lilli Pilli (Sutherland Shire)

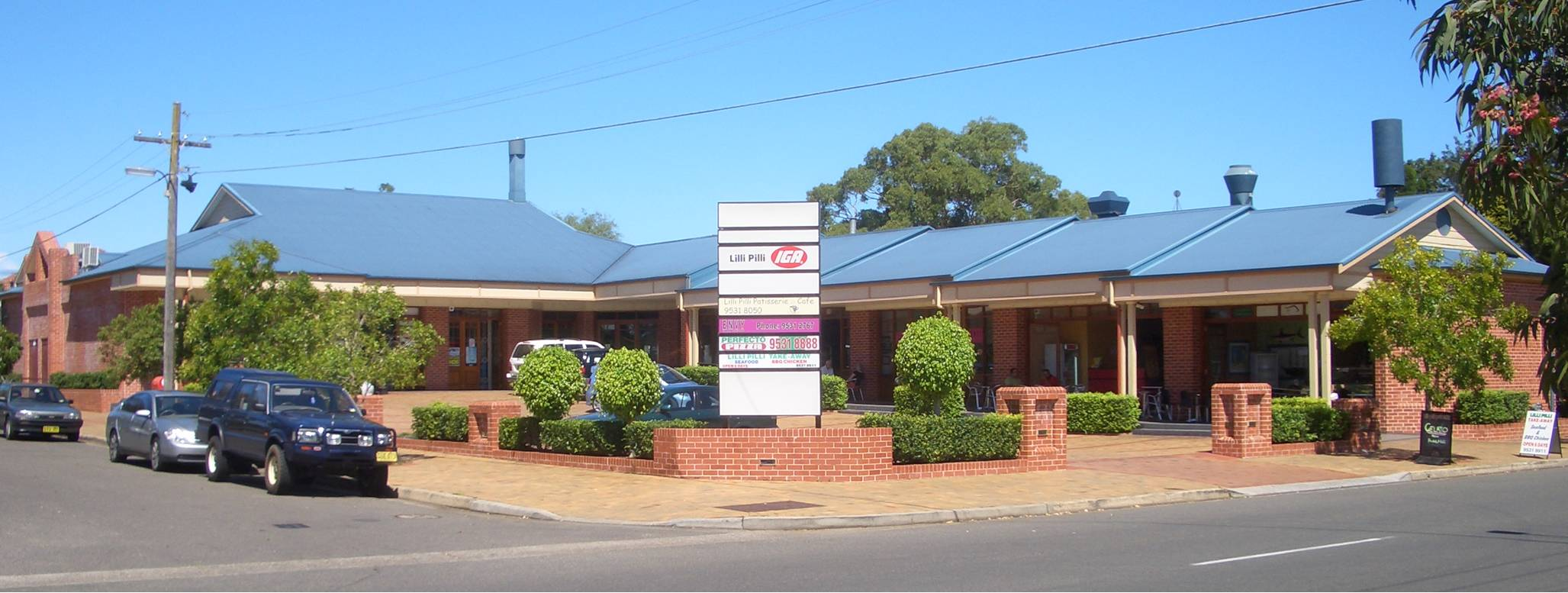
Lilli Pilli Shops

Lilli Pilli ist ein Vorort im südlich von Sydney im Verwaltungsgebiet des Sutherland Shire im australischen Bundesstaat New South Wales. Bei der Volkszählung 2021 lebten 1405 Menschen in Lilli Pilli.
Er liegt an der Nordküste des Port Hacking. Die angrenzenden Vororte sind Caringbah South, Port Hacking und Dolans Bay.

## Geschichte
Thomas Holt (1811–1888) besaß den Großteil des Landes, das sich von Sutherland bis Cronulla erstreckte, einschließlich des Landes an der Landspitze. 1840 zeigte eine Pfarrkarte auch, dass 8,1 ha Land an der Spitze Francis Mitchell gehörte. Die öffentliche Schule wurde 1957 eröffnet und feierte ihr 50-jähriges Bestehen im Jahr 2007.

## Infrastruktur
U-Go Mobility betreibt die Buslinie 977 von Lilli Pilli Point nach Caringbah und Westfield Miranda.

## Bildung

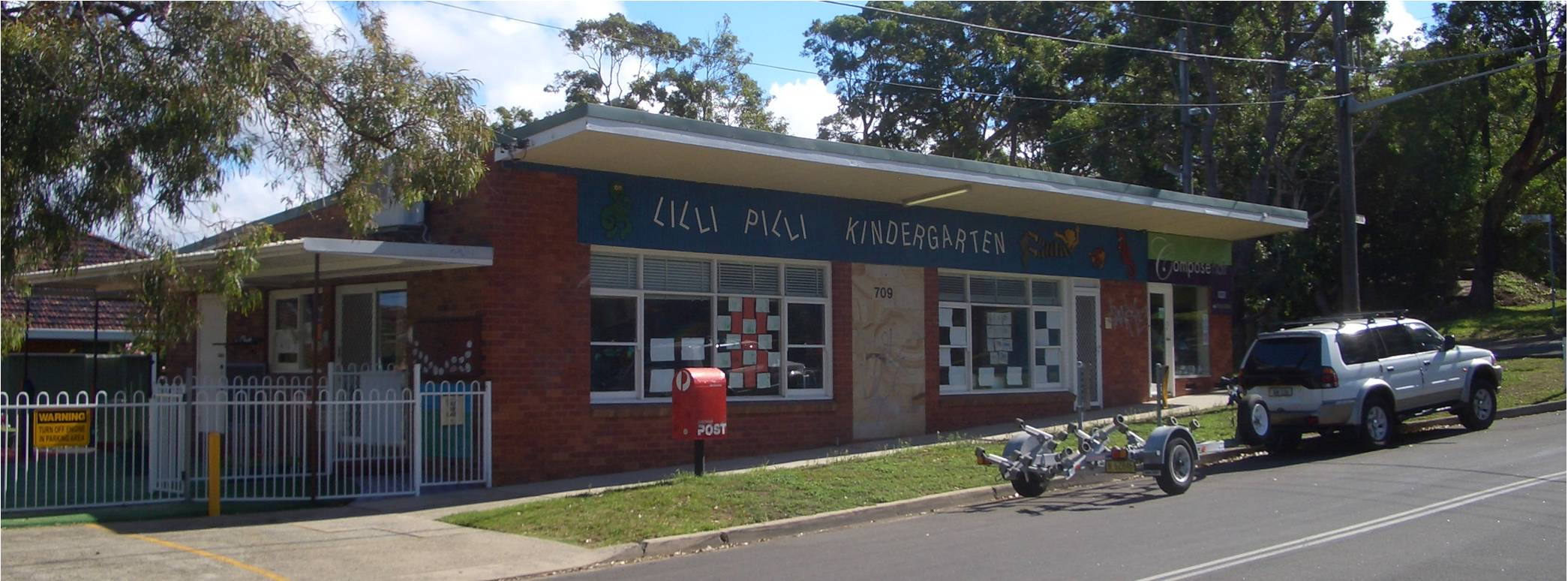
Lilli Pilli Kindergarten

Die Lilli Pilli Primary School befindet sich an der Lilli Pilli Point Road. Der Lilli Pilli Kindergarten liegt in der Nähe in Caringbah. Die Schule hat viele sportliche Erfolge erzielt, darunter den Gewinn des PSSA Soccer Division One Cup im Jahr 2008.

## Sport
Lilli Pilli ist Heimat des Lilli Pilli Football Club. Ihr Heimstadion ist das Lilli Pilli Oval, aber auch andere Plätze wie das Caringbah Oval, Solander Fields, Captain Cook Oval und Breen Park werden genutzt. Lilli Pilli ist zudem Heimat der 1st Lilli Pilli Sea Scouts.
Im Jahr 2019 begannen Renovierungsarbeiten an den Einrichtungen des Lilli Pilli Ovals, einschließlich eines verbesserten Spielfelds und eines Clubhauses.